# Religió

Alguns símbols de les diverses religions:
1a fila: la creu cristiana, l'estrella de David jueva, l'Om hinduista, l'estrella bahà'í,
2a fila: la mitja lluna islàmica, la creu solar pagana, el taijí daoista, el torii xintoista
3a fila: el dharmatxakra budista, el kanda sikh, l'esvàstica jainista, el símbol ahimsa
4a fila: el lotus encès ayyavazhi, la triple deessa, la creu patent i la rece boga

Una religió és el conjunt de creences i pràctiques comunes d'un grup de persones, sovint relacionades amb llur concepció del món i codificada en l'oració, els rituals i les lleis morals. La religió pot incloure també tradicions culturals ancestrals, escriptures, història i mitologia, així com la fe personal i l'experiència mística. El terme "religió" es refereix tant a les pràctiques personals relacionades a la fe comunitària com als rituals i la comunicació grupal que emana de la convicció que comparteixen els membres.
La religió sovint es descriu com el sistema comunitari que envolta la creença en un pensament, un ésser, objecte o persona invisible que es considera sobrenatural, sagrat, diví o que conté la màxima veritat. Els codis morals, les pràctiques, els valors, les institucions, les tradicions, els rituals i les escriptures s'associen de manera tradicional amb la creença bàsica i sovint coincideix amb alguns conceptes seculars de la filosofia.
El desenvolupament de la religió ha pres diverses formes segons les diverses cultures. La "religió organitzada" es refereix a l'organització de persones que practiquen una religió segons un conjunt prescrit de creences. Altres religions creuen en la revelació i en la responsabilitat personal. Sovint, la paraula "religió" es fa servir de manera intercanviable amb "fe" o "sistema de creences".

## Etimologia

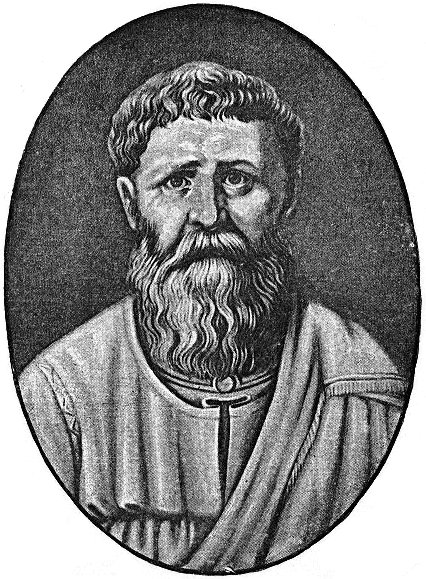
Sant Agustí d'Hipona

La paraula "religió" prové del llatí religio, que al seu torn s'ha definit com a "reverència per Déu o els déus, una meditació curosa de les coses i de la pietat".
Històricament van ser proposades diverses etimologies per l'origen del terme llatí de religio. Ciceró, en la seva obra De natura deorum (45 aC), afirma que el terme es refereix a relegere, "rellegir", ja que era característic que les persones religioses prestessin molta atenció a tot el que es relacionava amb els déus, rellegint les escriptures. Aquesta postura etimològica subratlla el caràcter repetitiu del fenomen religiós, sobretot com a aspecte intel·lectual. Més tard, Lactanci (segle iii dC) rebutja la interpretació de Ciceró i afirma que el terme prové de religarè, "relligar", argumentant la religió és un lligam de pietat que serveix per relligar els homes amb Déu.
En el seu llibre La Ciutat de Déu, Sant Agustí (segle IV), afirma que religio es deriva de religere, "reelegir"; per mitjà de la religió, la humanitat reelegia una altra vegada Déu, ja que se n'havia separat. Més tard, en la seva obra De vera religione, Agustí reprèn la interpretació de Lactanci i el seu concepte de "relligar". Finalment, Macrobi (segle IV) considera que religió es deriva de relinquere, quelcom que ens ha estat deixat pels avantpassats.
La paraula "religió" va ser usada durant molts segles en el context cultural d'Europa, marcat per la presència del cristianisme que s'apropià del terme llatí de religio. En altres cultures no existeix cap paraula equivalent. L'hinduisme antic feia ús de la paraula rita que feia referència a un ordre còsmic del món, dins el qual tots els éssers humans havien d'estar harmonitzats i a la correcta execució dels ritus dels bramans. Més tard, el terme va ser substituït pel de dharma, que actualment també és usat pel budisme i que expressa la idea d'una llei divina i eterna.

## Definició

### Definició general

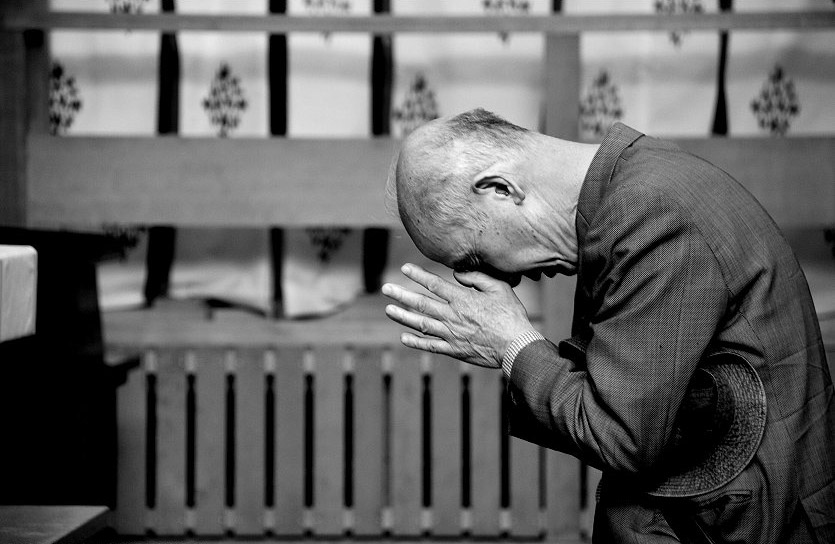
Oració d'un xintoista japonès. L'oració o pregària és un element comú de la majoria de les religions del món

La religió s'ha definit de diverses maneres. La majoria d'explicacions proven de trobar un equilibri entre el màxim de precisió i les ambigüitats generals. Algunes fonts han provat d'usar definicions formals o doctrinals, mentre que d'altres emfasitzen els factors experiencials, emotius, intuïtius, morals i ètics. La majoria de les definicions, tanmateix, inclouen: 
- una noció de la transcendència o de la divinitat, sovint, però no sempre, en forma de teisme.
- un aspecte cultural i de comportament del ritual, la litúrgia i l'adoració organitzada que sovint inclou un sistema de sacerdoci i normes de moral.
- un conjunt de mites o de veritats sagrades reverenciades pels creients.

Tant el Diccionari de l'Institut d'Estudis Catalans com el Gran Diccionari de la llengua catalana defineixen religió com "el conjunt de creences i conviccions, d'actituds i sentiments i de maneres de comportament, o pràctiques que vinculen una persona o un grup humà amb allò que hom reconeix com a sacre, misteriós o transcendent, i sovint identificat amb un o més déus o el diví".
Les definicions anteriors, tanmateix, requereixen que hom defineixi altres conceptes com ara "sacre". Una cosa "sagrada" o "sacra", sovint es defineix com quelcom relacionat, d'alguna manera, amb la divinitat, la religió i els seus misteris, i que suscita una actitud complexa de reverència, d'admiració, d'atracció i sovint de terror. Per evitar una definició circular –en què la paraula "religió" es troba en la definició de "sacre"– altres definicions sobre el que és sacre prefereixen presentar-la com "una manifestació misteriosa de poder i presència que s'experimenta de manera primordial i transformadora, inspirant sorpresa i atenció total".
En general, les definicions sobre religió han de ser àmplies, per poder incloure totes les pràctiques o filosofies que en l'actualitat es consideren religions. Per exemple, les definicions que inclouen com a condició indispensable la creença en un déu, una deessa o més d'un déu que siguin responsables de la creació de l'Univers i la seva operació, exclouen automàticament les religions no teistes com ara el budisme. Alhora, una definició massa àmplia, que inclogui qualsevol concepció del món i les pràctiques humanes en relació amb ell inclourien disciplines com ara la cosmologia i fins i tot l'ecologia; de fet, definicions àmplies sobre la concepció del món i l'origen de l'Univers han estat usades pels defensors del creacionisme per argumentar que l'evolució, com a teoria sobre la concepció del món, és una religió.
Ja que les religions han evolucionat socioculturalment de manera distinta en les diverses civilitzacions del món, és clar que el concepte tradicional de la religió, a l'Occident, s'ha derivat de la noció cristiana. Des de la Il·lustració, i sobretot en l'època anomenada "postcristiana" del segle xx, es distingeix entre la religió pública—aquella oficial i institucional— i la religió privada—o religiositat, l'apreciació o apropiació personal de la fe o creença. D'igual manera, i a partir de la Modernitat, hom distingeix entre la religió natural—definida segons la raó humana— i les religions historicopositives—les configuracions històriques de la religió natural. Les religions històriques són objecte d'estudi en una investigació comparativa per la història de les religions.

### Definició acadèmica o científica
Els sociòlegs i antropòlegs veuen la religió com un conjunt abstracte d'idees, valors o experiències desenvolupades a partir d'una matriu cultural. Per exemple, en la Naturalesa de la Doctrina, de Lindbeck, la religió no es refereix a la creença en "Déu" o en un Absolut transcendental: Lindbeck la defineix com "una estructura o mitjà cultural i/o lingüístic que estructura completament la vida i el pensament i que, com si fos un idioma, permet la descripció de les realitats, la formulació de les creences i l'experimentació de sensacions i sentiments íntims." Segons aquesta definició, la religió és una visió essencial que es té del món que regeix els pensaments i les accions personals.
Altres estudiosos proposen una definició que evita el reduccionisme de les diverses disciplines sociològiques i psicològiques, que redueixen la religió als seus factors integrants. La religió pot ser definida com la creença en allò que es reconeix com a sacre o sant. Per exemple, en el llibre The Idea of the Holy ("La idea de la Santedat") de Rudolf Otto, escrit el 1917, es defineix l'essència de la consciència religiosa com una combinació específica entre por i fascinació davant del diví. Friedrich Shleiermacher, a finals del segle xix, va definir la religió com un "sentiment de dependència absoluta".
Des del punt de vista científic, definir la religió és encara més complicat, ja que els processos psicològics no sempre corresponen a la realitat observable; és a dir, el científic ha d'entendre el comportament religiós no com a mite ans ha d'estudiar per què els éssers humans fan i pensen d'una manera determinada. Des del punt de vista econòmic, la religió és un comportament racional –malgrat que l'home es relacioni amb actors i/o processos no observables–, ja que hom experimenta recompenses socials i materials en la seva participació de les activitats religioses. Des del punt de vista psicològic, la religió s'explica com una manera de resoldre la necessitat de proveir consol, una figura paternal i d'explicar les coses difícils d'entendre, entre elles la mort.

### Definició en clau antropològica
Segons Anthony F. C. Wallace i Olivier Herrenschmidt,
 la religió és una activitat social que posa de manifest l'existència de creences en éssers o realitats sobrenaturals, aquesta activitat es declara mitjançant pràctiques rituals que tenen com a objectiu establir relacions entre els participants i aquelles forces sagrades. Les creences tenen com objecte de la seva fe potències o éssers divins i transcendents, i les pràctiques rituals que substantiven aquesta relació són radicalment diferents d'altres comportaments socials: són estrictament formals (estilitzades, repetitives i estereotipades), i a diferència d'una representació, els participants s'ho prenen amb la plena serietat de tenir la creença d'estar fent quelcom performatiu.
Bronislaw Malinowski adverteix que cal no confondre la religió amb la màgia. Des de la cultura de l'home primitiu, religió i màgia ja tenien funcions diferents: la màgia és pràctica, tècnica, de creença senzilla, primordial, mitjà per un fi, en mans d'especialistes amb obscures iniciacions i amb resultats immediats, mentre que la religió no mostra una utilitat directe ni s'aprehèn amb conjurs, el món sobrenatural a què fa referència és complex i integra la vida futura en una cosmogonia teleològica, és un fi moral en si, és un assumpte de tots i es concelebra en comunitat i la seva funció última apunta a establir, fixar i intensificar actituds que cohesionin a la societat. Igualment proposen de fugir de certs paranys que una visió euro o cristiano–cèntrica pot parar, renunciant a assignar a la religió idees com ara: només els homes, i no els animals, tenen ànima; existeix una separació absoluta entre el profà i el sagrat; el monoteisme és el model o meta, sent el politeisme residual; i allunyar-se, finalment, d'una certa fenomenologia de la religió, que pretén que les religions no són sinó el fenomen d'una essència incognoscible.
Donada la universalitat de la seva expressió, no es pot parlar de religió, sinó de religions, amb una concreció històrica definida. Aquesta existència històricament definida permet parlar de diferents rols de la religió: des d'aquell que va permetre a l'home primitiu adaptar-se a l'esfereïdora realitat reflexiva que li enfrontà a la seva pròpia mort fins al de ser eina de control social o de creació de comunitat social, o el d'actuar com una eina d'ecologia, en tant que adaptació cultural a un entorn rude o canviant, o un instrument de canvi social, tant si és de progrés com si és de regressió.
Cadascuna d'aquestes funcions ve emmarcada en un discurs religiós; un discurs que estableix una relació entre el coneixement incorporat al discurs i el poder de la seva possessió. Aquest discurs té una dependència amb l'organització social on es desenvolupa, de tal manera que determinats tipus de societat tendiran a generar un tipus de religió, el discurs de la qual, en el seu sentit axiològic i pedagògic, voldrà instaurar intencionadament un determinat sentit de l'existència i de la realitat.
Finalment s'ha de tenir en compte l'existència de dues formes d'entendre la relació religiosa amb l'objecte de culte: la mediata i la immediata. La relació immediata, menys atractiva per l'antropòleg, està basada en la unió mística del creient amb la divinitat. La relació mediata, que és la base de la pràctica col·lectiva i ordinària, està basada en l'existència d'un intermediari.

### Definicions de les religions mateixes
Les definicions sobre religió que provenen de les religions mateixes també són variades. El cristianisme, en el Nou Testament defineix la religió com a activitat: "tenir cura dels orfes i de les viudes en llurs necessitats, i guardar-se de la contaminació mundana." Segons l'Alcorà, la religió és l'islam mateix, és a dir, la submissió de l'individu a Déu (Al·là).

## Classificació
Vegeu també: Història de les religions
Les religions se solen classificar en aquests quatre grups principals,
- Animisme
- Dualisme
- Monoteisme
- Politeisme

Conceptual i històricament, la primera religió és l'animisme, que és la noció consubstancial a l'ànima humana segons la qual tota la resta d'objectes de la natura tenen igualment una ànima homologable a aquesta. La creença en les "forces de la natura", pròpia de l'animisme, cristal·litza en la divinització d'aquestes, és a dir en el teisme, que utilitza el concepte de Déu, bé sigui en plural politeisme o bé sigui en singular monoteisme. D'altra banda el conjunt de teoria i pràctica de l'animisme ha evolucionat fins a donar lloc a creences molt més ben estructurades, com és el cas del xintoisme japonès, o a les religions-filosofies, de les quals destaquen l'hinduisme i el budisme. Finalment, un altre pensament religiós, present des de l'antiguitat grega, és justament la negació de la possibilitat de demostrar tant l'existència d'una realitat sobrenatural com la seva inexistència: l'agnosticisme; o bé la seva negació absoluta: l'ateisme.

## Demografia
Des de finals del segle xix i en especial des de la segona meitat del segle xx, el paper de la religió, així com el seu nombre relatiu d'adherents, s'ha alterat profundament. Alguns països, la tradició religiosa dels quals estava lligada amb el cristianisme, en especial els països d'Europa, han experimentat un declivi significatiu en el sentiment i la pràctica religiosa així com en el nombre de persones que escullen abraçar una vida monàstica o sacerdotal.
Per contra, als Estats Units, l'Amèrica Llatina i en l'Àfrica subsahariana, la religió encara té un paper important en la vida social, tot i que el nombre de persones sense cap religió també hi ha crescut. A l'Amèrica Llatina s'ha observat que si bé el catolicisme encara és la religió majoritària, el protestantisme té un creixement accelerat, mentre que els catòlics creixen a taxes inferiors a les del creixement poblacional.

### Religions per nombre d'adherents

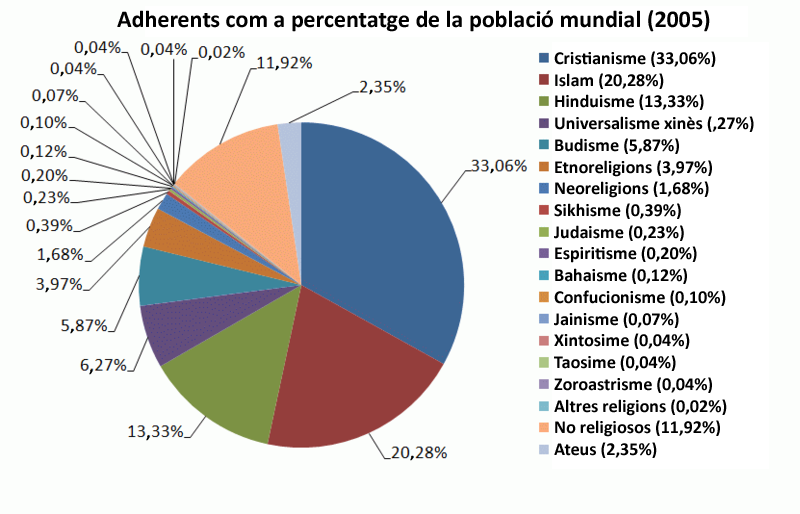
Percentatge de la població mundial segons la seva religió

Les tradicions religioses es poden classificar segons la religió comparativa d'acord amb llur origen històric i llur influència mútua:
- Les religions abrahàmiques són el grup més nombrós, integrat pel cristianisme, l'islam i el judaisme (i de vegades s'hi inclou el bahaisme). El nom del grup prové del patriarca Abraham, personatge fonamental de les tres religions, i el tret comú és llur monoteisme estricte. En l'actualitat al món hi ha 3.400 milions de persones que s'adscriuen a alguna religió abrahàmica.
- Les religions índies, que comparteixen diversos conceptes com ara el dharma i el karma. Llurs seguidors són localitzats principalment al subcontinent indi, a l'est i al sud d'Àsia i en algunes regions aïllades de Rússia. Les religions principals d'aquest grup són l'hinduisme, el budisme, el sikhisme i el jainisme. Les religions índies s'influenciaren força l'una a l'altra.
- Les altres religions asiàtiques que fan ús del concepte del dao (del xinès) o do (en japonès o coreà). Aquest grup inclou el taoisme, el confucianisme, el xintoisme, el chondogyo, el caodaisme, el yiguandao i altres versions del budisme.
- Les religions iràniques, que inclouen el zoroastrianisme, el yazdanisme, i les tradicions històriques del gnosticisme.
- Les religions de la diàspora africana, practicades a Amèrica, importades com a resultat del comerç d'esclaus dels segles XVI al XVIII, combinant les diverses tradicions del sud, centre i oest d'Àfrica.
- Les religions indígenes o tribals de tots els continents, com ara les religions tradicionals africanes, el xamanisme africà i les religions indoamericanes i australianes.
- Els nous moviments religiosos, un grup heterogeni que va emergir des del segle xix, sovint a partir del sincretisme i la reinterpretació de les tradicions antigues (com ara la Fe bahà'í, l'ayyavazhi i altres).

### Distribució geogràfica de les religions

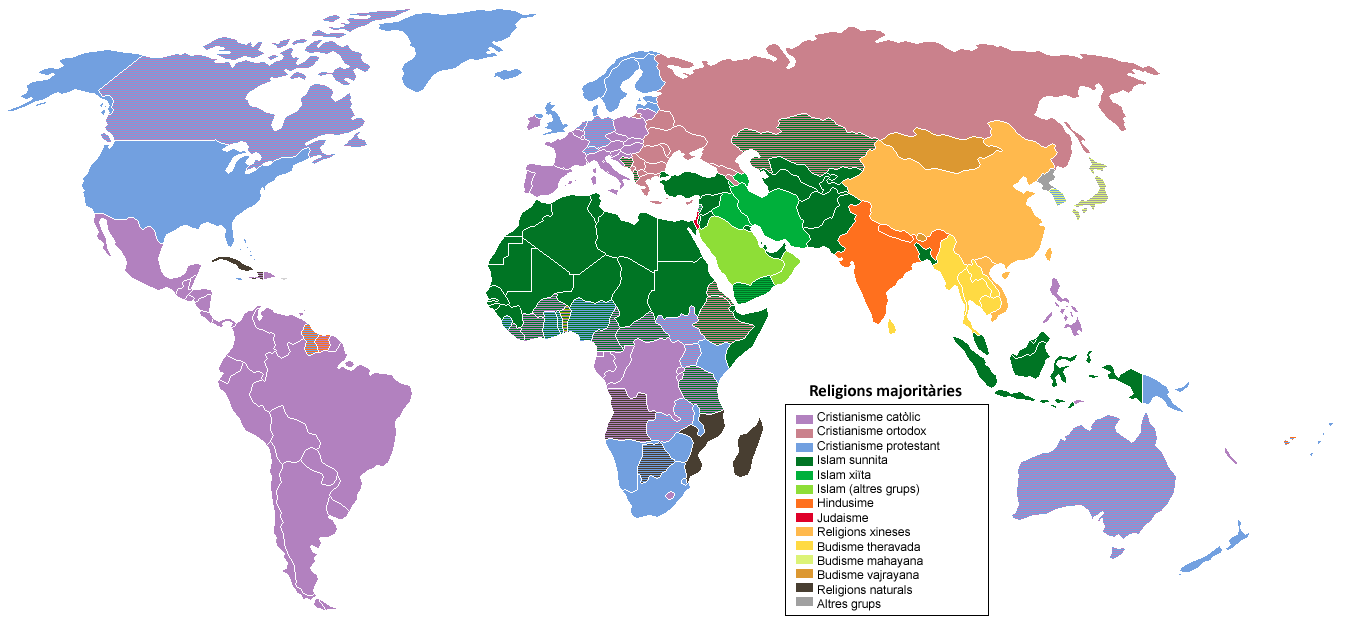
Religions majoritàries per Estat

Les religions, i més concretament les diverses confessions religioses, enteses com a part intrínseca de les cultures i civilitzacions, en particular com a concepció social i grupal, presenten una geografia i fronteres clares. Tanmateix, a causa dels processos històrics dels últims dos segles, de la globalització i el fenomen migratori mundial –primerament d'Europa cap al Nou Món i en l'actualitat dels països en vies de desenvolupament als països desenvolupats–, la majoria dels Estats contemporanis, amb l'excepció de la majoria dels Estats islàmics, presenten una varietat multicultural i alhora multireligiosa en llur composició demogràfica amb la presència de nombroses religions minoritàries. Tot i així, sovint la religió històrica del país segueixi essent majoritària.
De manera general, el cristianisme és la religió majoritària dels Estats europeus i americans –el protestantisme en les regions septentrionals d'ambdós continents, i el catolicisme en les regions meridionals, llevat de l'Europa oriental on el cristianisme ortodox és majoritari, i de Surinam on les religions índies són majoritàries. A l'Àfrica del Nord, l'Orient Pròxim i Indonèsia, l'islam és la religió majoritària i sovint la religió d'Estat, llevat del cas d'Israel, on el judaisme és la religió d'Estat i majoritària. A l'Àfrica subsahariana el cristianisme hi és majoritari, tot i que la presència de religions tribals és considerable. El budisme, el xintoisme, el confucianisme, així com d'altres religions xineses, són majoritàries en els diversos estats de l'est de l'Àsia, mentre que a l'Índia, hi ha nombroses religions autòctones.

## El fet religiós
Definim fet religiós com el conjunt de la pràctica de totes les religions més tot allò que envolta aquesta pràctica. Per exemple, un fet religiós seria una catedral (arquitectura religiosa) o determinat tipus de bibliografia o de música.

### Característiques
El fet religiós requereix pluralitat de disciplines:
- És un fet universal, atès que és present en qualsevol indret.
- És un fet viu, atès que en l'actualitat encara continua manifestant-se i, fins i tot, creen nous grups.
- És un fet complex que incideix en aspectes personals, culturals i històrics.
- És un fet plural: Existeixen fenòmens antics (el jueu, cristià, musulmà, etc.) i nous fenòmens (com les sectes). Fins i tot, hi ha diferències notables dins d'una mateixa religió (per exemple els cristians poden ser ortodoxos, catòlics, protestants, etc.)
- És un fet dinàmic que va evolucionant en el temps. Per exemple, fins fa unes dècades cap papa no havia sortit de la seva seu mentre que en Joan Pau II (qui fou papa fins al 2005) va fer més de 200 sortides.

A partir d'aquestes cinc característiques es dona una conseqüència: el fet religiós és tan ampli i complex que calen diverses disciplines per encabir-lo (història, sociologia, psicologia, antropologia, teologia, etc.)

## Els mestres de la sospita
Certs pensadors del segle xix i principis del xx, influïts per l'humanisme dels segles anteriors, van reaccionar críticament davant el fet religiós i han influït i influeixen en la societat contemporània.
Se'ls coneix com a mestres de la sospita perquè amb els seus escrits van crear un clima de sospita i dubte envers tot el que es refereix a Déu i a la religió. Quan critiquen la religió en realitat critiquen el cristianisme, per dos motius:
- Era allò que coneixien
- Pensen que és la que més enganya la humanitat i que desemmascarar el cristianisme desemmascararà la resta de religions.

### Autors més representatius

#### Feuerbach
Ludwig Andreas Feuerbach (1804 - 1872) fou un filòsof alemany, que tingué gran influència en Karl Marx i altres filòsofs. Feuerbach, qui va estudiar teologia, fa la crítica de la religió des d'una visió filosòfica, antropològica i psicològica, coneixent-se com el pare de l'ateisme.
L'home religiós creu que no s'ha de preocupar de res perquè en l'altra vida serà il·limitat. D'aquesta manera, deixa que un ésser superior (Déu) li solucioni tot, confiant en Ell sense avançar. Si es nega Déu l'home ha d'avançar per si mateix per intentar aconseguir les seves fites. Si afirmem Déu neguem l'home.

Max Weber
(...) - Biografia.
Per a Max Weber la religió es converteix en un procés de raonabilitat. D'una banda, existeix un món real, empíric, que és perceptible pels sentits, i per una altra, un món invisible, però igualment real, que és captat pels ideals religiosos, i que és molt important per a comprendre i mantenir en ordre el món visible. El seu mètode és analitzar els fenòmens desde fora cap a dintre.
Aquesta visió imparcial i distant de la religió representa la pràctica objectiva i modernista de la perspectiva sociològica de la religió contemporània. Introdueix l'acte de donar sentit com a element constructiu de l'experiència religiosa i utilitza el mètode comprensiu. Segons Weber, la religió constitueix l'única força que capacita a l'ésser humà per a redefinir el propòsit de la seva vida, adquirint així un potencial per a transformar la societat.
Un dels seus treballs més influents sobre el tema de la religió va ser "L'ètica protestant i l'esperit del capitalisme", una obra publicada en 1904 i revisada en 1920. En considerar la religió en el sentit científic, buscava objectivitat, intentava ignorar els judicis de valor i entendre la religió com aquestes respostes que donen significat als problemes inevitables de l'existència. Establir un connexió entre la religió i la economia va ser una de les aportacions més destacades de Weber.
La creença en que Déu recompensaria a aquells que visquessin d'acord amb la seva voluntat va portar a una mentalitat de treball dur, d'estalvi i reinversió de guanys, que va impulsar el creixement econòmic i l'acumulació de riquesa. També exposa que l'ètica protestant va portar a una actitud racional i calculadora cap a la vida, en la qual es buscava maximitzar el benefici. Weber desenvolupa el seu argument a diversos capítols de l'obra. Els capítols més rellevants en què s'aborda la relació entre la religió i la transformació social inclouen:
- Capítol II: "Les relacions amb les conviccions religioses de l'ètica confuciana i de les sectes ascètiques de l'Índia i del judaisme antic". En aquest capítol, Weber explora les creences religioses i ètiques en diferents tradicions religioses, assenyalant la seva influència en la manera com els individus i les societats es relacionen amb el treball i la riquesa.

- Capítol III: "La doctrina calvinista de la predestinació i de l'ètica econòmica". Aquí, Weber se centra en el calvinisme i la seva concepció de la predestinació, argumentant com aquesta creença religiosa va influir en la mentalitat i l'ètica dels individus, promovent el treball dur, la disciplina i l'acumulació de riquesa com a signes de la gràcia divina.

Un altre concepte que relaciona Weber amb la religió es el ‘desencantament del món’, on a les societats premodernes, la religió i la màgia proporcionaven una explicació al món, i els individus el veien ple de misteri i encant. La religió i la màgia eren fonamentals per comprendre i donar sentit a la realitat. Tot i això, amb la creixent racionalització de la societat moderna, es va produir un procés de desencantament, en el qual la ciència i la racionalitat van substituir cada vegada més les explicacions religioses i màgiques.
Aquest desencantament implica el rebuig o la disminució de la creença en poders i forces sobrenaturals, i la cerca d'explicacions racionals i científiques per als fenòmens naturals i socials. Weber va argumentar que a mesura que la racionalitat s'expandia, les creences religioses perdien influència i les institucions religioses enfrontaven desafiaments
significatius. La religió ja no era el principal marc de referència per explicar i donar sentit al món.
En canvi, la visió científica del món, que cercava explicacions causals i empíriques, va començar a prevaldre. A mesura que la religió perdia terreny, els individus experimentaven una pèrdua de sentit de transcendència i un buit existencial. En lloc de trobar significat en allò sagrat i sobrenatural, la vida moderna es caracteritzava per la racionalitat, l'eficiència i la recerca de fins mundans.
Tot i això, va reconèixer que la racionalització i l'avenç científic havien portat molts beneficis per a la societat moderna, com ara el desenvolupament tecnològic, el progrés econòmic i l'expansió del coneixement.
També va advertir sobre les conseqüències negatives del desencantament, com l'alienació, la pèrdua de sentit i la deshumanització en la vida moderna:
- Debat sobre el llegat de la religió: El concepte del desencantament del món ha portat a debats sobre si aquest procés representa un progrés positiu o una pèrdua cultural significativa. Alguns crítics argumenten que el desencantament ha portat a la deshumanització i a una pèrdua de sentit a la vida moderna, mentre que altres veuen la racionalització com un alliberament de les restriccions religioses i una oportunitat per al desenvolupament humà.

- Interpretacions en el context global: No es aplicable a totes les societats i cultures. La religió continua exercint un paper vital en moltes societats arreu del món, i les explicacions religioses i màgiques poden continuar sent predominants en algunes comunitats.

#### Karl Marx
Karl Heinrich Marx (1818 - 1883) va ser un filòsof, economista polític, sociòleg i revolucionari alemany. Marx va tractar una gran varietat de temes i és conegut, sobretot, per la seva anàlisi de la història en termes de lluita de classes, resumida en l'encapçalament del Manifest Comunista: "La història de totes les societats és la història de la lluita de classes".
Marx va ser el pare teòric del Socialisme marxista i del Comunisme i junt amb Friedrich Engels, és considerat una figura històrica clau per entendre la societat i la política contemporània.
Les crítiques de Marx envers les ideologies han sigut molt influents en el món actual, un fort defensor de rebuscar sempre el significat ocult a les paraules, i no pot ser diferent amb la religió, degut majoritàriament a què aquesta es basa en la creença en textos sagrats, per sobre de veritables proves o actes comprovables.
Marx és un autor reconegut a escala mundial, creador d'obres com “Tesis Sobre Feuerbach”, un escrit en col·laboració amb Engels, on es pot veure ja una relació entre Marx i la religió. En aquest mateix llibre, encara que no és el més representatiu de la relació de Marx amb la religió, podem trobar idees clares: la seva descripció d'aquesta com no més que un conjunt d'idees creades per la humanitat, però que en ser poc versemblant alienem la religió; i, per tant, Déu; de nosaltres per allunyar-ho i donar-hi més pes. Aquí es pot veure un dels conceptes clau de Marx, no només amb la religió sinó amb tot el seu pensament.
Aquest concepte anteriorment mencionat d'alienació del que parla a “Manuscritos económico-filosóficos”, que té origen en la seva manera de veure la religió seria posteriorment un punt central en tota la seva filosofia, des del món capitalista on s'emporta a l'extrem l'alienació del treball per a posar per sobre de l'individu en la seva pròpia producció fins i tot en la política, on es posen els representants polítics com una opinió més important que la teva pròpia.
Sent una de les seves contribucions més famoses, la frase: "la religió és l'opi del poble", és un punt rellevant per entendre el seu pensament envers la religió. Aquesta frase fa referència directa a la problemàtica presentada al paràgraf anterior, ja que tracta d'explicar com la religió, des del seu punt de vista, no és més que una "droga" per ajudar a les persones a adaptar-se a aquest món miserable.
Aquesta manera de veure les religions, que s'expandirà més endavant, és degut en part a la influència que Feuerbach mateix va tenir sobre ell, veient la religió com la projecció de característiques humanes en un ésser superior, un déu, donant a entendre que realment no és com plantegen moltes religions:
Marx segueix el camí contrari al que fan les religions. Segons ell no és un déu i la seva creació, l'home; sinó tot el contrari, l'home i la seva creació, déu, un ésser superior més enllà del que l'ésser humà és si més no capaç d'imaginar i que va donar vida a la seva espècie (en unes certes religions la realitat en si mateixa).
D'aquesta manera alienem com a espècie la religió, la separem de la nostra naturalesa humana, per a poder donar-li un poder i un pes molt superior sobre les nostres vides del qual podria tenir si s'entengués la religió com a creació humana i no del contrari.
A la religió no només podem veure els seus conceptes d'alienació, sinó també de canvi. A tota l'obra de Marx es pot apreciar una visió de transformació, un desig que marca tota la seva obra i que també es pot veure envers la religió. Per a Marx, la transformació de la societat de dependre quasi totalment de la religió com passava a l'època medieval, a un altre lliure dels dogmes i les restriccions amb els que aquesta ofega al proletariat per a poder controlar-ho, és un pas important cap al desenvolupament com a espècie.
Marx, centrat en la millora de la classe treballadora, també relaciona la condició que tenia aquesta en la seva l'època amb la religió. Per a Marx, a més de l'anteriorment mencionat sistema de control basat en el punt central de la religió, els dogmes i el bon-dolent comportament, la religió afecta la societat general, encara que no la practiquis per culpa de la pressió grupal que exerceixen els practicants sobre el no practicants. Aquest efecte produeix en l'individu una falsa consciència, que es basa en els valors que aporta la religió majoritària i que proporcionen un medi més per controlar el proletariat, un dels principals conceptes de l'autor.
Marx no només critica la religió, sinó també proposa una solució a aquesta problemàtica. Per a superar com a societat l'existència de la religió no serveix només amb deixar anar les nostres creences, sinó també superar les condicions materials i socials que van fer aparèixer aquesta en el seu moment, gràcies a la seva necessitat puntual. Aquesta necessitat de superar el context socioeconòmic del moment està molt més desenvolupat en altres de les seves obres, com són "Salarió, preció y ganancia" o "El capital".
Marx realment mai va fer cap mena de treball ampli centrat només en la religió, encara que sí que parla puntualment en algunes obres com les mencionades amb anterioritat, perquè per ell era molt més important la societat o l'economia. Per això, avui dia és limitada la informació sobre el punt de vista de Karl Marx envers la religió.

#### Émile Durkheim
Una de les grans teories sociològiques de la religió la va fer Émile Durkheim en el seu llibre “Las formas elementales de la vida religiosa” (1912). En aquesta obra fa una distinció entre dues formes d’organització religiosa.
Les formes elementals, pròpies de la solidaritat mecànica (Durkheim 1893), on es diferenciaven en societats primitives i es caracteritzen per la connexió directa entre l’individu i la societat sense intermediaris. Existeix un sistema organitzat de creences i sentiments comuns a tots els membres del grup, la qual cosa genera una idea forta de comunitat i de consciència col·lectiva.
Les formes complexes, pròpies de la solidaritat orgànica (Durkheim 1893), on es diferenciaven en societats modernes i es caracteritzen per la diferenciació i interdependència social, per tant l’individu depèn de la societat com a conseqüència d’un sistema de funcions diferenciades que uneixen els individus entre ells amb la societat.
En aquesta obra analitza la religió com a fet social, exposant que la religió, com a fet social, és més poderosa que els seus practicants. Durkheim a través de l’estudi de diverses religions amb l’objectiu de definir-la en termes sociològics va determinar que existeixen elements comuns a totes les religions. “Dejando de lado toda concepción de la religión en general, consideremos las religiones en su realidad concreta y tratemos de aislar lo que tienen en común; pues la religión no se puede definir sino en función de caracteres que se encuentran en todos los casos en los que aparece una religión” (p.34).
A través de la identificació d’elements comuns va diferenciar les creences i ritus com a formes essencials que constitueixen una religió. És aquí on introdueix dos nous conceptes com son allò sagrat i allò profà.
“La cosa sagrada es por excelencia, aquella que lo profano no puede, no debe tocar con impunidad. Sin duda, esta prohibición no puede llegar hasta el grado de hacer imposible toda comunicación entre los dos mundos, pues si lo profano no pudiera de manera alguna entrar en relación con lo sagrado, éste último no serviría para nada” (p.59)
Partint de la base que allò sagrat i allò profà son dos pols oposats, Durkheim considera que totes les religions tenen coses, éssers o entitats sagrades que per la seva pròpia naturalesa son diferents i estan separades de les coses, éssers o entitats profanes. És així com la principal característica d’allò sagrat es que esta rodejada de prohibicions que la protegeixen i l’aïllen de les coses profanes.
Per a Durkheim, la formació d’una religió depenia d’un sistema per classificar lo sagrat i lo profà, així com d’una sèrie de rituals i creences que constitueixen una religió.
“Las creencias religiosas son representaciones que expresan la naturaleza de las cosas sagradas y las relaciones que sostienen ya sea entre sí, ya sea con las cosas profanas. Por último, los ritos son reglas de conducta que prescriben cómo debe comportarse el hombre en relación con las cosas sagradas” (p.60)
Finalment, Durkheim defineix la religió com “...un sistema solidario de creencias y de prácticas relativas a las cosas sagradas, es decir separadas, interdictas, creencias y prácticas que unen en una mima comunidad moral, llamada Iglesia, a todos aquellos que se adhieren a ellas” (p.70)
En aquesta definició estableix tres dimensions importants de la religió:
1. La religió és un fenomen cultural, ja que es relaciona amb les creences, valors, normes, rituals i cerimònies que conjuguen la identitat col·lectiva d’un grup de persones.
2. La religió comporta un conjunt de ritus, com costums, cerimònies i regles per al culte religiós, als quals participen els membres d’una comunitat religiosa on s’identifiquen.
3. La religió proveeix als seus membres confiança en que la vida té un significat essencial que els ajuda a comprendre la totalitat d’aquestes, establint diferencies entre lo sagrat i lo profà i les seves relacions.

Un altre fet sociològic de Durkheim que es pot relacionar amb la religió és el suïcidi. En la seva obra El Suicidio (1897) va plantejar el suïcidi com un fet social, i com a tal ha de ser explicat per altres fets socials. Trobem una definició de fet social en la seva obra Les regles del mètode sociològic (1985).
“És fet social tota manera de fer, fixe o no, que pot exercir una coerció exterior sobre l’individu, que és general en tot l’àmbit d’una societat donada i que, alhora, té una existència pròpia, independent de les seves manifestacions individuals”. (p.68).
Per tant, els fets socials son externs a l’individu, son coercitius i col·lectius.
En El Suicidi va observar, mitjançant les estadístiques, que el suïcidi era un fenomen generalitzat però amb diferències entre individus i països en la taxa de suïcidis. És així com va diferenciar dues corrents sucidiògenes.
La integradora, que fa referència als vincles de l’individu amb la societat, relacionats amb la moral, els valors o la religió.
La reguladora, que fa referència a un grau massa elevat de normes o prohibicions sobre l’individu.
Gràcies a aquesta diferenciació va concloure en, d’entre d'altres aspectes socials, la relació que les persones sense una afiliació religiosa es suïciden més que aquells que actuen dins d’una religió. Aquesta dinàmica és la conseqüència del sentiment de pertinença a un grup i de pensar que hi ha alguna cosa més enllà.
També diferencia entre 4 tipus de suïcidi, com son:
1. El suïcidi egoista
2. El suïcidi altruista
3. El suïcidi anòmic
4. El suïcidi fatalista

És sobre aquesta diferenciació on podem trobar relació entre el suïcidi egoista i l’altruista amb la religió. Defineix el primer com a conseqüència de manca de sentiment de pertinença a la societat amb una consciència individual desvinculada dels valors. D’altra banda argumenta que el suïcidi altruista es dona quan l’individu té una integració social molt forta i, per tant, existeix un excés de lligams socials.
Tant les formes d’organització religiosa com les corrents i tipus de suïcidis són dos fets socials que treballa Durkheim en les seves obres i podem observar una relació directa amb la religió. Li dona un caràcter humà a aquesta i l’envolta de diferents variables que fan que una cosa tant abstracte com la religió tingui un seguit d’estructures i condicionants gràcies a la construcció dels individus pertanyents a una societat.

#### Nietzsche
Friedrich Wilhelm Nietzsche (1844 - 1900) fou un filòsof alemany, considerat actualment com un dels més influents en el pensament del segle xx.
Nietzsche va fer una crítica exhaustiva de la cultura, la religió i la filosofia occidental, mitjançant la desconstrucció dels conceptes que els integren, basant-se en l'anàlisi de les actituds morals (positives i negatives cap a la vida). D'aquesta manera, fent crítica des d'una visió filosòfica, Nietzsche defensa que ser persona significa gaudir de la vida i que el cristianisme va en contra d'aquest fet, ja que nega la vida. Una religió on el model de vida sigui la mort no et pot deixar gaudir de l'existència, ja que suposa donar-te als altres mentre tu et buides i mors.

#### Freud
Sigmund Freud (1856 - 1939) fou un neuròleg austríac considerat el pare de la psicoanàlisi. Diu que la religiositat està relacionada biològicament amb el prolongat desemparament i la contínua necessitat d'assistència que pateixen els infants. Quan aquests nens i nenes ja són adults, perceben la seva feblesa davant les forces de la vida i busquen en la religió la protecció que en la infància van rebre dels pares. La persona no creient ha d'enfrontar-se sola a aquesta tasca.

## Llibertat religiosa
La llibertat religiosa o llibertat de culte és la que permet que els individus practiquin la religió de llur elecció sense témer cap repressió. Aquesta idea es va adoptar el 10 de desembre del 1948 en la Declaració dels Drets Humans, pels 58 Estats que aleshores eren membres de l'Assemblea General de les Nacions Unides. L'article 18 d'aquesta declaració especifica que "Tota persona té dret a la llibertat de pensament, de consciència i de religió; aquest dret inclou la llibertat de canviar de religió o de creença, i la llibertat, individualment o col·lectivament, en públic o en privat, de manifestar la seva religió o creença per mitjà de l'ensenyament, la pràctica, el culte i l'observança."
Segons aquesta declaració, la llibertat religiosa ha de ser una garantia del govern dels Estats. Si un país té una religió d'Estat, la llibertat religiosa s'entén com aquella que atorga el govern per practicar qualsevol altra religió o culte que no sigui l'oficial. La llibertat religiosa està relacionada, però no és el mateix que la tolerància religiosa, la separació de l'Església i l'Estat i la laïcitat. La llibertat religiosa, en la majoria dels Estats del món, és un concepte relativament nou. Fins fa poques dècades, la intolerància religiosa va produir genocidis i massacres massives de grups o pobles amb religions minoritàries. En l'actualitat, la intolerància religiosa encara està present, en diversos graus, en alguns estats islàmics o comunistes.
En l'àmbit individual, la tolerància religiosa es defineix com una actitud d'acceptació de les religions dels altres individus. Aquesta tolerància no implica que la persona consideri que les altres religions són vàlides o igualment vàlides sinó que cada ciutadà atorgarà als altres el dret de tenir i practicar llur religió o creença de preferència.

## Filosofia de les religions

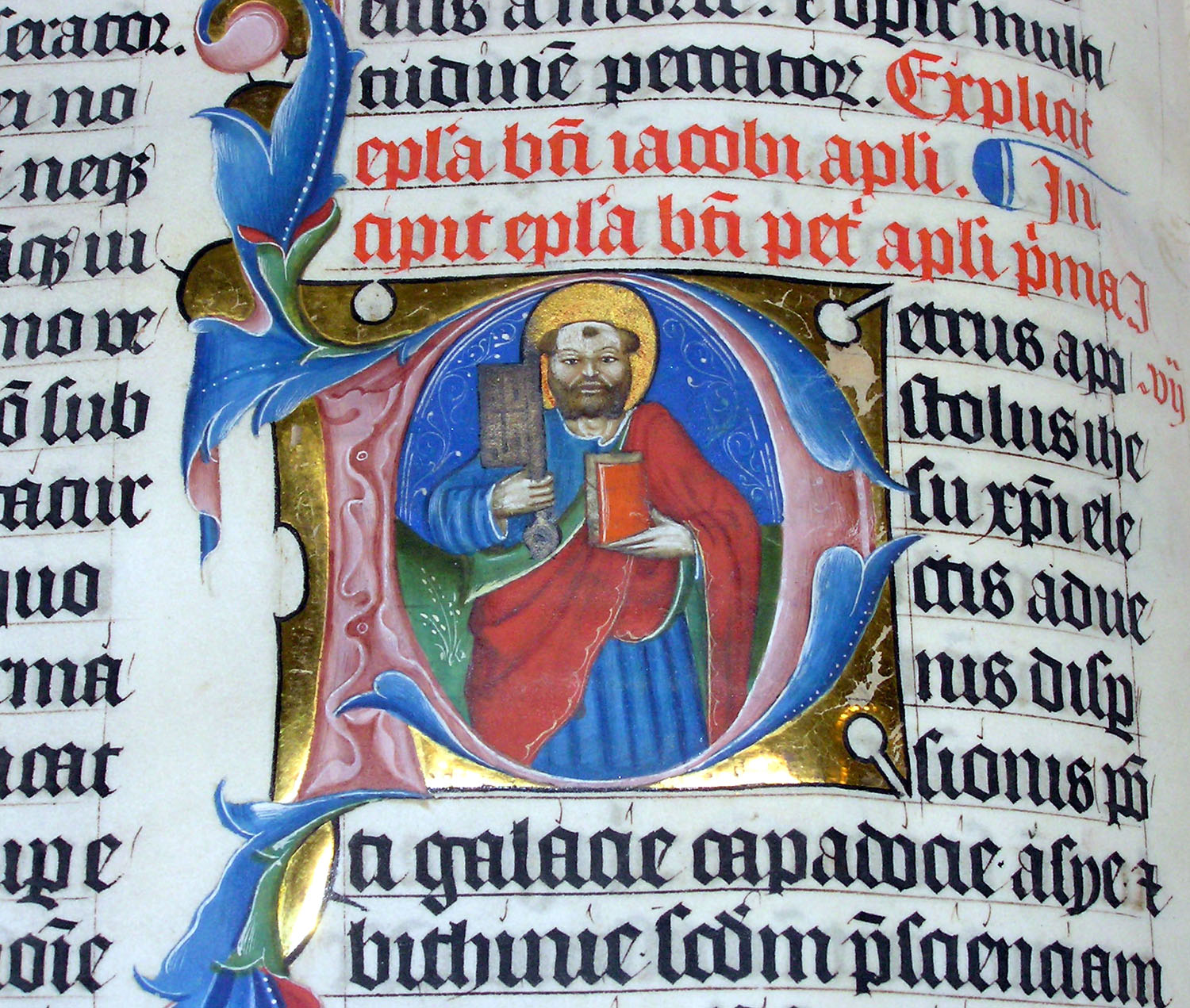
Bíblia del segle XV

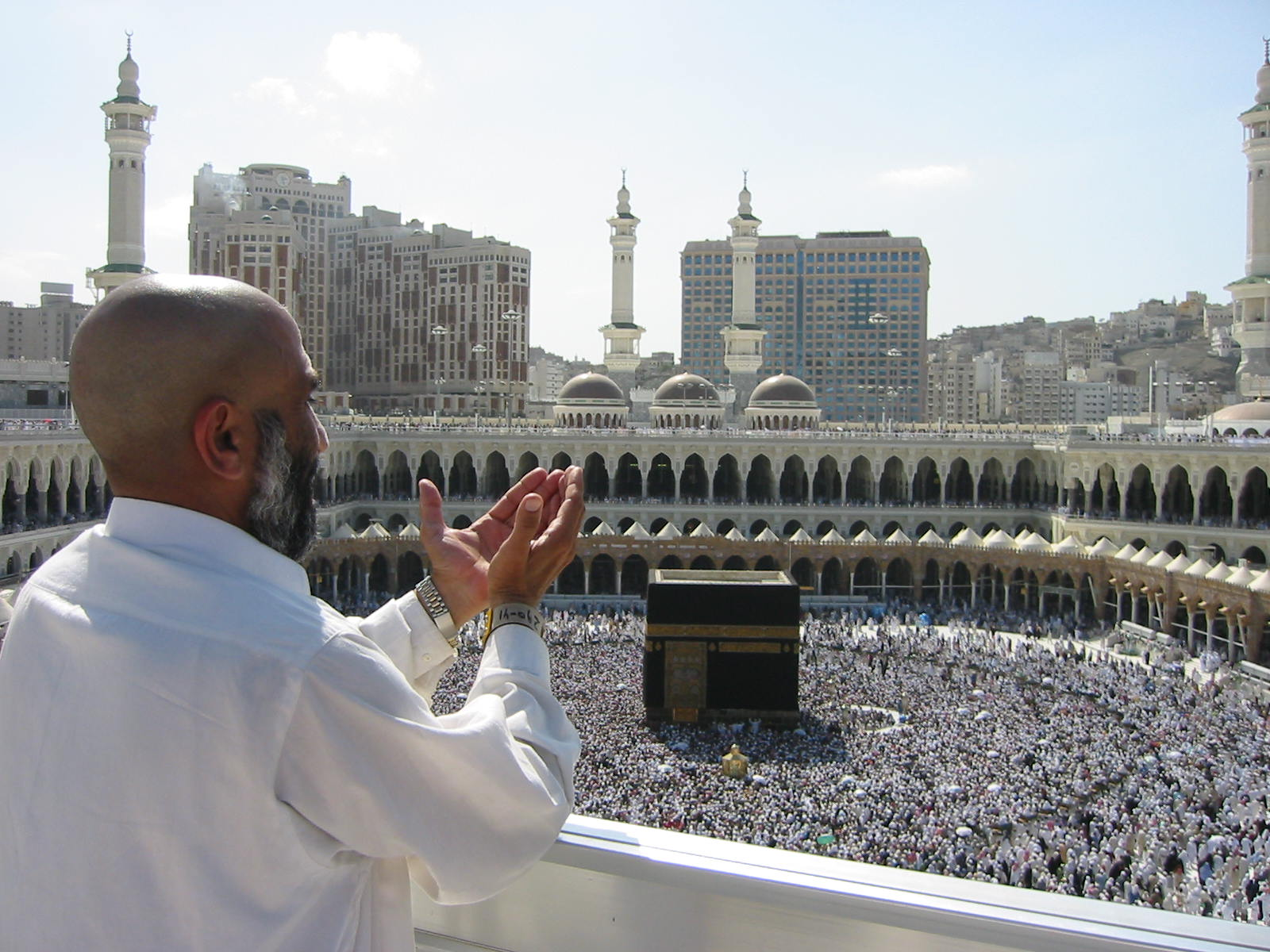
Pelegrí musulmà

El coneixement de la religió, segons els seus propis practicants, s'obté a partir dels líders religiosos, dels texts sagrats o per mitjà de la revelació personal. Algunes religions consideren que el coneixement religiós és il·limitat i capaç de resoldre qualsevol pregunta, mentre que d'altres li atorguen un paper més restringit que ha de ser acompanyat per l'observació dels fenòmens físics. El llenguatge religiós per transmetre aquest coneixement no està exempt de polèmica.
En les religions, sovint s'han desenvolupat estudis filosòfics per tal d'aclarir o conciliar les aparents contradiccions entre la doctrina religiosa i la percepció del món fornida per la raó humana. En les religions teistes aquest desenvolupament s'anomena teologia, o la disciplina dedicada a l'estudi de Déu. A Orient, la filosofia i la religió estan molt entrellaçades. De fet, sovint la filosofia no existeix com a disciplina separada de la religió mateixa. Aquests desenvolupaments filosòfics recullen els diversos aspectes de la doctrina religiosa, de la veritat o de la deïtat que presenten.
- El panteisme és el punt de vista filosòfic en què tota la realitat té una naturalesa divina: és la creença que el món i Déu són el mateix; per tant, es rebutja la idea d'una entitat sagrada o un déu personal. Filòsofs com Spinoza s'adheriren al panteisme, identificant Déu amb la naturalesa. Les religions orientals, com ara el xintoisme japonès o el daoisme xinès són, en gran manera, panteistes.
- El monisme és un punt de vista filosòfic que subratlla la unitat de tot el que existeix, afirmant lleis subjacents en la realitat que en neguen qualsevol divisió. Els orígens del monisme remunten als filòsofs grecs com ara Tales de Milet, Pitàgores, Parmènides o Empèdocles. També es tracta d'una visió força comuna de tot el pensament oriental.
- El gnosticisme afirma la dualitat inherent de la manifestació del sagrat. La matèria i l'esperit, el bé i el mal i altres conceptes apareixen com a oposats que han de ser resolts dins l'individu, donant primacia a una via de coneixement molt experiencial. El gnosticisme va tenir una influència destacada en els primers desenvolupaments del cristianisme, restant present en les branques cristianes orientals.
- El fonamentalisme, com a concepte filosòfic, afirma el caràcter literal de les escriptures o d'altres escrits sagrats rebutjant els significats simbòlics o psicològics. Per exemple el creacionisme bíblic, expressat durant l'últim segle en oposició a la teoria de l'evolució, es presenta de dues maneres: la negació total de la teoria de l'evolució i l'acceptació de la doctrina de la creació en set dies; o l'equiparació dels set dies de la creació com a etapes de l'evolució.
- L'ateisme afirma la inexistència de deïtats, o bé les admet però els nega un paper directament actiu amb la persona. L'ateisme existeix en el budisme i el daoisme. En algunes variants del budisme existeix el culte a les deïtats tot i que tenen un paper psicològic, ritual o simbòlic, però sempre provisional. El daoisme observa dues variants unides però diferenciades: la filosòfica i la religiosa (anomenada daojiao). En aquesta última les deïtats tradicionals xineses han estat absorbides com a elements simbòlics en les pràctiques de caràcter psicofísic.
- El determinisme és una doctrina filosòfica que afirma que tots els esdeveniments, incloent-hi el pensament humà i les accions, són predeterminats per una cadena de causa i conseqüència. En les religions, aquesta postura filosòfica s'emmarca dins de la doctrina de la predestinació. Aquest punt de vista suposa que una deïtat omnipotent o una llei absoluta no deixa res a l'atzar. En l'hinduisme o el budisme la creença en la reencarnació pot ser vista com a expressió d'aquesta doctrina.
- El sincretisme és una filosofia que concilia els punts de vista distints o oposats, o que prova d'incorporar o adoptar els elements de dues o més religions. El sincretisme ritual ha estat present en l'evolució de les religions a través de llur història quan han estat en contacte les unes amb les altres. Actualment es consideren religions sincrètiques diversos cultes caribenys i americans que mesclen el catolicisme amb les pràctiques ancestrals de les religions tribals. A l'Orient s'ha fet un sincretisme en l'àmbit popular unint el daoisme o el budisme amb les pràctiques de culte als avantpassats.

## Religió i ciència
Vegeu l'article principal Relació entre ciència i religió

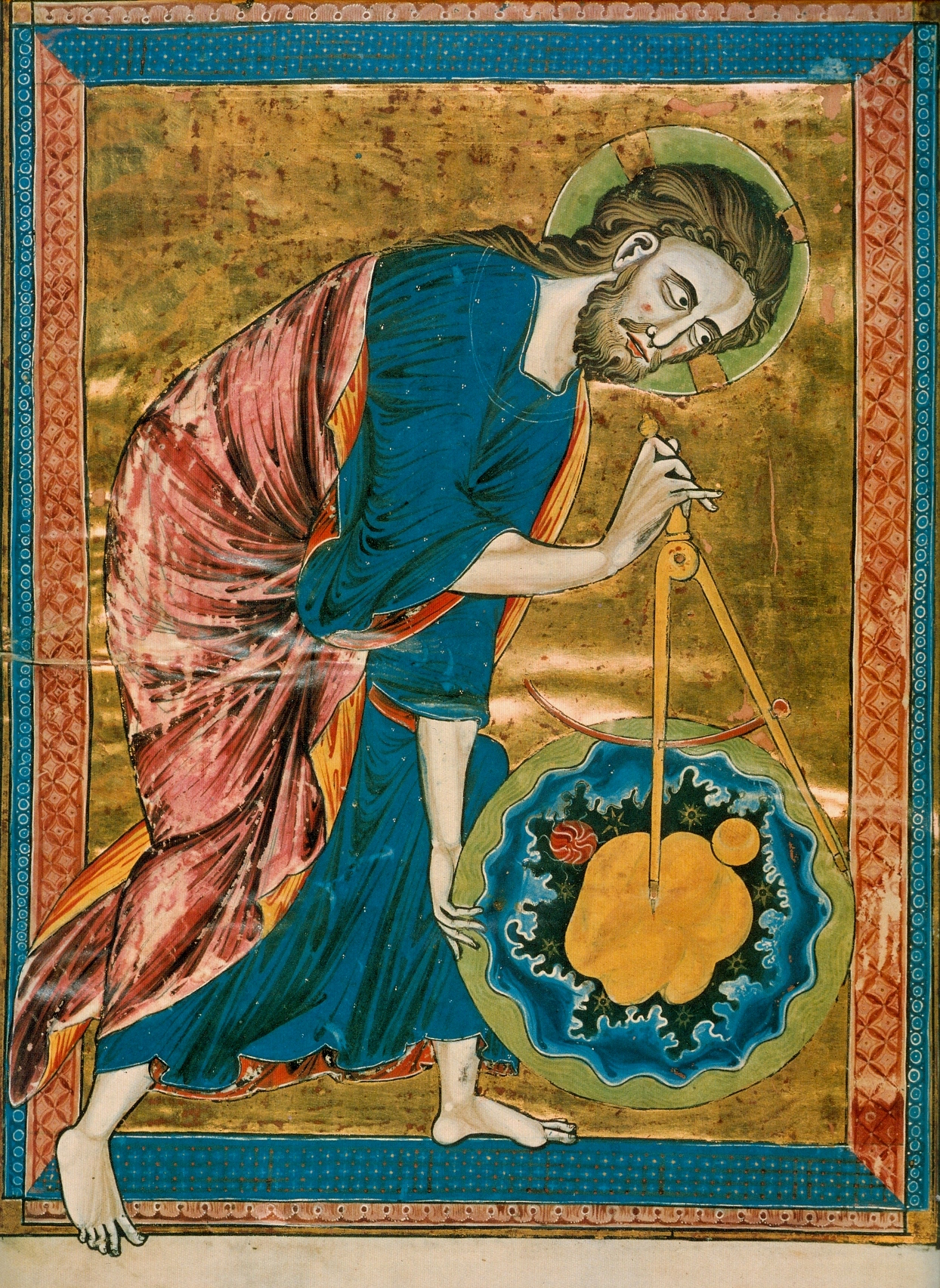
En l'antiguitat i l'edat mitjana, l'astronomia i la geometria estaven connectades amb els conceptes de la divinitat. El compàs, en aquest manuscrit del és un símbol de l'acte de la creació de Déu

De manera conceptual, la religió i la ciència assagen de trobar respostes sobre l'home i l'Univers –com ara els seus orígens. Des del Renaixement, època que produiria una allau de coneixements científics basats en el mètode científic, hom ha tendit a separar aquestes dues àrees, però no sempre de manera excloent. Isaac Newton, en el seu llibre Philosophiae Naturalis Principia Mathematica va dir, "Aquest molt bell sistema del sol, els planetes i els cometes, només pot procedir del consell i el domini d'un ésser intel·ligent i poderós". Altres científics també professaven llur fe sense detriment ni aparent contradicció amb els seus coneixements i descobriments, com ara Nicolau Copèrnic, Francis Bacon, Johannes Kepler, René Descartes, Robert Boyle, Michael Faraday, Gregor Mendel, Max Planck i Albert Einstein. Einstein, de fet, ponderava en les limitacions del mètode científic que "no pot ensenyar-nos res més que no sigui com és que els fets es relacionen i es condicionen els uns als altres... no vull minimitzar els assoliments dels esforços heroics de l'home en aquest àmbit. Tanmateix, és igualment clar que el coneixement del que és no obre pas la porta directament al que hauria de ser... El coneixement objectiu ens proveeix d'instruments poderosos per l'assoliment d'alguns fins, però l'última meta mateixa i el desig per aconseguir-la han de venir d'una altra font."
No obstant això, segons un article de la revista Nature dels Estats Units, el nombre de científics teistes s'ha reduït considerablement des de principis del segle xx, data en què el 40% deia creure en Déu. En una enquesta duta a terme el 1998, només 7% va respondre que creu en un "Déu personal", el 72,2% va dir que no hi creu i el 20,8% va dir que dubtava o que era agnòstic.
Existeix un conflicte entre els punts de vista religiosos teistes i la ciència, sobretot en àrees molt específiques com ara l'evolució i l'acció i la participació divina en el món, en especial en el pensament cristià. A l'extrem del conflicte es troben les persones que defensen el relat bíblic de la creació com a explicació literal de l'origen de l'Univers i de l'altra banda, els defensors de la teoria de l'evolució com a fet comprovable. No obstant això, hi ha d'altres que assagen de trobar un equilibri entre les dues posicions, com ara els proposants de la ciència de la creació, que consideren el relat bíblic del Gènesi com una explicació simbòlica i no pas literal, en què els set dies de la creació corresponen als processos evolutius. El bahaisme, per altra banda, proposa que la ciència i la religió han d'estar en harmonia. El seu fundador va declarar que la religió i la ciència no poden oposar-se i que per tant els ensenyaments religiosos que són contradits per la ciència no han d'acceptar-se, ja que Déu va atorgar la capacitat de raonar a la humanitat perquè aquesta trobés la veritat.
Altres científics adopten a una filosofia naturalista. El naturalisme proposa que la naturalesa és tot el que hi ha, que no hi ha cap ésser "sobrenatural". Aquesta posició, però, requereix definir allò que és la naturalesa i què són els éssers "sobrenaturals", una tasca filosòficament complicada, ja que, per exemple, a partir de la descoberta de la mecànica quàntica, distingir el que és orgànic d'inorgànic ha esdevingut una tasca difícil. En un sentit encara més estricte, el naturalisme científic rebutja l'existència de qualsevol entitat que no hagi estat coneguda per la ciència contemporània.
Segons la tesi del secularisme, la ciència i la tecnologia per una banda, i la religió per l'altra, es relacionen de manera inversa; és a dir que en augmentar la primera, la segona disminueix. Tot i així, Alving Plantinga, del Departament de Filosofia de la Universitat de Notre Dame, posa en dubte aquesta tesi, ja que durant el segle xx, segle en què la ciència i la tecnologia han crescut ràpidament, també s'ha constatat l'augment del sentiment religiós en diverses parts del món. Aquest fenomen, tanmateix, podria ser explicat per altres causes.

## Religió i política

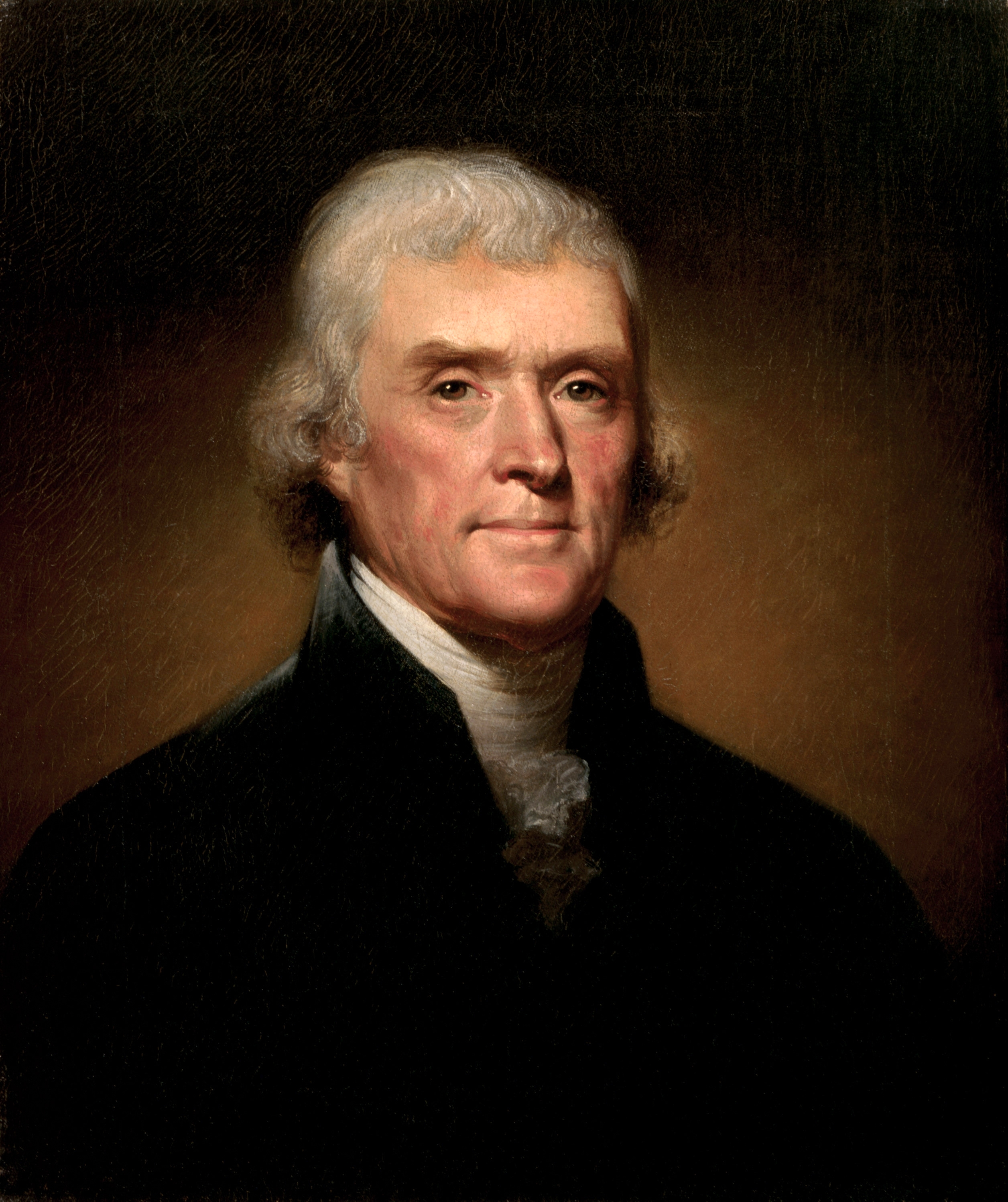
Thomas Jefferson

La religió, com a element present en totes les societats, ha jugat històricament un paper rellevant en l'estructura i l'organització política dels diversos països i imperis. El terme teocràcia designa el govern exercit directament per una divinitat, o per una persona l'autoritat de la qual se li atribueix per una condició de divinitat o de relació especial amb aquesta. La primera referència a la paraula teocràcia sembla que prové de Josep (personatge del Gènesi), que hauria explicat i contrastat la forma de govern històrica jueva amb la resta de formes de govern de l'època: la monarquia, l'oligarquia i la república. La teocràcia es va presentar en moltes civilitzacions de l'antiguitat; l'antic Egipte n'és un exemple, on s'atribuïa als faraons la condició de divinitat o semidivinitat. En altres cultures, com ara la civilització asteca, la classe sacerdotal tenia un paper important en la presa de decisions i en l'educació, tot i que l'emperador asteca no n'era membre.
A Europa, durant l'edat mitjana i fins al segle xix, la religió va tenir un paper important en la política, tenint en molts Estats un caràcter d'oficialitat i protecció on, per exemple, els codis morals religiosos –així com algunes obligacions per l'Església com ara el pagament del delme– feien part de les lleis civils o constitucionals. Els Estats Units van ser la primera nació que va formular una separació explícita entre Església i Estat, en la primera esmena a la constitució. Aquesta denominació és atribuïda a Thomas Jefferson, que en una carta dirigida a un grup de baptistes, i en la qual parlava de la primera esmena, va dir:
"En creure amb vosaltres que la religió és un afer exclusiu entre l'Home i el seu Déu, que [l'home] no ha de retre comptes a cap altra persona per la seva fe o la seva adoració, que els poders legítims del govern assoleixen només accions i no pas opinions, jo contemplo amb suprema reverència l'acte de tot el poble americà que va declarar que el seu congrés no ha de fer mai una llei amb respecte l'establiment d'una religió ni la prohibició de practicar-ne una, així doncs construint un mur de separació entre l'Església i l'Estat".
Aquest concepte de separació entre Església i Estat varia segons els països, amb diversos graus de llibertat i tolerància religiosa en conjunció amb cada cultura política específica. Al Regne Unit hi ha una religió constitucionalment oficial, però es permet la pràctica de qualsevol religió dins del territori. A Noruega, el rei és també el líder de l'Església de l'Estat i l'article 12 de la seva constitució estableix que més de la meitat dels membres del Consell Noruec d'Estat n'han de ser membres, tot i que el segon article garanteix la llibertat de religió. Hi ha alguns països on un membre de l'Església és cap d'Estat o de govern. Dos exemples en són la Ciutat del Vaticà, en què el cap d'Estat i de govern és el líder de l'Església Catòlica i Andorra, en què un dels caps d'Estat és el bisbe de la Seu d'Urgell, un poble localitzat a Catalunya; com a copríncep d'Andorra, el bisbe gaudeix de poder polític –majoritàriament simbòlic– per ratificar lleis. Per contra, tres exemples de separació activa d'Església i Estat són França, Mèxic i Turquia. El model francès es basa en el concepte de la "laïcitat", un model secular que protegeix algunes institucions religioses de la intervenció de l'Estat i alhora limita l'expressió religiosa pública. A Mèxic, arran de la Revolució Mexicana i per evitar la influència de l'Església en les decisions del poble, cap ministre de culte no pot exercir un càrrec públic i no es permet la pràctica d'activitats religioses (com ara la celebració d'una missa) en llocs públics. Fins i tot, durant força temps, els ministres de culte i sacerdots no tenien el dret al vot i les propietats de l'Església eren propietats de la nació. Turquia, amb una població majoritàriament islàmica, té una tradició de laïcitat des del 1923, i l'exèrcit té un paper tradicional de defensa de la secularitat de l'Estat.
Malgrat les prediccions de certs polítics i intel·lectuals de principis del segle xx, la religió encara té un paper important en la vida pública i política, fins i tot pel que fa als afers internacionals. Si als anys 60 John F. Kennedy demanava als americans que consideressin el catolicisme com a irrellevant, uns anys més tard, el president George W. Bush afirmava ésser un cristià "nascut de nou"; a Turquia i a l'Índia, partits amb forta connotació religiosa arribaven al poder; molts dels nens d'Israel i Palestina estudiaven que Déu els va atorgar la Terra Santa; i la Xina pot convertir-se en la nació cristiana i musulmana més gran del món. Igualment, moltes de les guerres de finals dels s. XX i principis del XXI, així com diversos actes terroristes, han estat perpetrats "en nom de Déu".

## Religió als països de llengua catalana
En el procés de formació de la societat dels Països Catalans, hi va intervenir el cristianisme com a factor de cohesió social. Això s'accentuà al segle xiv amb el procés de depuració de la religió (Vicent Ferrer), i amb la represàlia i expulsió de les minories jueva (segle xv) i musulmana (segle xvi). Amb la Reforma-Contrareforma, la Corona d'Aragó quedà alineada en el bàndol catòlic, del qual les monarquies hispànica i francesa foren el referent secular. Tanmateix, el procés de modernització, amb la consegüent secularització, trigà molt a arribar, com mostra el cas del mestre solsoní Gaietà Ripoll, que fou executat per la Inquisició valenciana ben entrat el segle xix. Al segle xx, el monopoli religiós catòlic s'ha trencat, bàsicament per un augment de la indiferència religiosa.